# الحزب القومي التونسي
الحزب القومي التونسي هو حزب سياسي تونسي تأسس سنة 2018. 

## مقالات ذات صلة
قومية تونسية

## وصلات خارجية
- الموقع الرسمي للحزب
- موقع اعلامي